# 藏黄雀
藏黄雀（学名：Spinus thibetanus）为燕雀科黃雀属的鸟类。分布于锡金、尼泊尔、印度、缅甸以及中国大陆的西藏、云南、四川等地，主要栖息于高山、平常栖于松杉林、枞树林中以及也到开阔山麓。该物种的模式产地在锡金。